# إيرل أفريريل
إيرل أفريريل (بالإنجليزية: Earl Averill) هو لاعب كرة قاعدة أمريكي، ولد في 21 مايو 1902 في مقاطعة سنوهوميش في الولايات المتحدة، وتوفي في 16 أغسطس 1983 في إيفرت في الولايات المتحدة.

## وصلات خارجية
- إيرل أفريريل على موقع دوري كرة القاعدة الرئيسي (الإنجليزية)
- إيرل أفريريل على موقعبيزبول رفرنس.كوم (الدوري الرئيسي) (الإنجليزية)
- إيرل أفريريل على موقعبيزبول رفرنس.كوم (الدوري الثانوي) (الإنجليزية)
- إيرل أفريريل على موقع إي إس بي إن.كوم (أم.أل.بي) (الإنجليزية)
- إيرل أفريريل على موقع مشجعي الرسوم البيانية (الإنجليزية)
- إيرل أفريريل على موقع قاعة مشاهير كرة القاعدة (الإنجليزية)